# Mordellistena nigella
Mordellistena nigella is een keversoort uit de familie spartelkevers (Mordellidae). De wetenschappelijke naam van de soort is voor het eerst geldig gepubliceerd in 1945 door Liljeblad.